# Centro Catalán de la Habana
El Centro Catalán de la Habana (en catalán Centre Català de l'Havana) era una entidad existente en Cuba desde 1882. Se caracterizó desde sus primeros años por una marcada línea independentista, así como por una voluntad organizativa que se puso a prueba cuando organizó los Juegos Florales en La Habana en 1887, 1922 y 1944.
En 1911 se reestructuró y aprobó nuevos estatutos junto con una declaración de principios impulsada por Josep Conangla Fontanilles, quien fue tres veces su presidente. En el siglo XX, la institución destacó por ser la punta de lanza del nacionalismo catalán en Cuba con el objetivo de promover la autonomía de Cataluña. Sus estatutos establecían que el centro: 

"(…) se considera una extensión social y espiritual de Cataluña en tierra cubana (…) y espera que sea reconocida en todos los órdenes la personalidad de nuestra tierra(…)  El Estado español está en el deber inmediato de satisfacer a Cataluña en la aspiración de la Autonomía (…)"

En 1916 el capital económico de la institución estaba valorado en seis mil dólares, contaba con seiscientos miembros y su biblioteca albergaba unos setecientos volúmenes. 
Entre sus obras sociales figuraba el mantenimiento de una escuela y la cobertura de asistencia médica para sus socios en la clínica del Centro Balear de La Habana. En 1919 adoptó la señera estrellada  y completó su evolución desde un catalanismo moderado a una independencia radical. Disponía de varias secciones como las de cultura, trabajo (encargada de buscar empleo a los recién llegados a Cuba), teatro (organizó temporadas de teatro en catalán), fiestas y fútbol.
El 8 de octubre de 1923, el Consejo General del Centro Catalán decidió modificar y ampliar la Declaración de Principios vigentes desde 1911. El centro abandonó la defensa del ideal de autonomía para Cataluña y adoptó una orientación abiertamente independentista. El advenimiento de la dictadura de Primo de Rivera situó la política separatista en España en la clandestinidad, por lo que en los siguientes veinte años fueron los catalanes residentes en América la punta de lanza de la lucha separatista.
El «Centre Català de L´Havana», disponía de una revista, «La Nova Catalunya», que publicaba cada mes desde finales de la década de 1940, un resumen de la declaración de principios de la institución y donde se exponía el apoyo a la independencia catalana. Desde 1923 hasta 1950, dicha declaración exponía que el centro estaba encaminado hacia la defensa de:

“ (…) el derecho inmanente e imprescriptible de Cataluña a la independencia nacional. (…) el derecho, por tanto, del pueblo catalán a darse, sin injerencias ni coacciones (…), la organización institucional y el Gobierno que determine la mayoría democrática de todas sus clases sociales. [Hacía patente su intención] (…) de secundar todos los esfuerzos legítimos que dentro y fuera de Cataluña se ejerciesen y pudieran emplearse, para recobrar la independencia del pueblo catalán”.

Tras la derrota definitiva de los republicanos en la guerra civil española en 1939, el centro no hizo ninguna alusión a su lucha en contra del régimen del general Franco hasta la revista de mayo y junio de 1950, donde se publicó una nueva declaración de principios, aprobada el 28 de abril de 1950 por la Asamblea General Extraordinaria, que mantenía su voluntad de luchar por la independencia de Cataluña e incluía la lucha contra del régimen franquista y demás regímenes totalitarios del mundo, así como la posibilidad de crear una confederación de estados hispánicos.